# ييرشوف
ييرشوف (بالروسية: Ершов) هي إحدى مدن روسيا في الكيان الفدرالي الروسي ساراتوف أوبلاست.

## أعلام
- الكسندر ماركوف